# Бунако-Соколовец
Бунако-Соколовец — хутор в Родионово-Несветайском районе Ростовской области.
Входит в состав Барило-Крепинского сельского поселения.

## География

### Улицы
- ул. Буденного,
- ул. Восточная,
- ул. Западная,
- ул. Октябрьская,
- ул. Первомайская.

## Население
| 2010 | 2018 |
| ---- | ---- |
| 275  | ↘190 |